# شوکی هیرای
شوکی هیرای (ژاپنی: 平井 将生؛ زادهٔ ۴ دسامبر ۱۹۸۷) یک بازیکن فوتبال اهل ژاپن است.
از باشگاه‌هایی که در آن بازی کرده‌است می‌توان به باشگاه فوتبال گامبا اوساکا، باشگاه فوتبال آلبیرکس نیگاتا، باشگاه فوتبال آویسپا فوکوئوکا و باشگاه فوتبال گراونز کیتاکیوشو اشاره کرد.